# Решетников, Николай Фёдорович
Николай Фёдорович Решетников (27 декабря 1923 — 7 февраля 2004) — передовик советской электронной промышленности, фрезеровщик Воронежского завода полупроводниковых приборов Министерства электронной промышленности СССР, Герой Социалистического Труда (1975).

## Биография
Родился в 1923 году в городе Воронеже в семье Рабочего. Русский. Проходил обучение в железнодорожном техникуме. С февраля 1942 года в Красной Армии. Участник Великой Отечественной войны. В июне 1942 года был тяжело ранен. С 1944 по 1945 годы радиотелеграфист 96-го батальона аэродромного обслуживания 3-й воздушной армии. Имеет боевые награды.
В 1946 году демобилизовался и трудоустроился фрезеровщиком Воронежского авторемонтного завода. Вступил в ряды членов КПСС.
С 1959 года — фрезеровщик завода полупроводниковых приборов в городе Воронеже. За высокие производственные показатели в восьмой пятилетки награждён орденом Октябрьской Революции.
Указом Президиума Верховного Совета СССР от 12 августа 1975 года (закрытым) за достижение высоких показателей в производстве Николаю Фёдоровичу Решетникову присвоено звание Героя Социалистического Труда с вручением ордена Ленина и медали «Серп и Молот».
Избирался членом Железнодорожного райкома КПСС. С 1991 года на пенсии.
Проживал в городе Воронеже. Умер 7 февраля 2004 года.

## Награды
За трудовые и боевые успехи был удостоен:
- золотая звезда «Серп и Молот» (12.08.1975)
- орден Ленина (12.08.1975)
- Орден Октябрьской Революции (26.04.1971)
- Орден Отечественной войны I степени (11.03.1985)
- две медали За боевые заслуги (19.05.1944, 05.06.1945)
- другие медали.